# Česká asociace organizátorů veřejné dopravy
Česká asociace organizátorů veřejné dopravy (zkráceně ČAOVD), anglicky Czech Association of Public Transport Authorities (zkráceně CAPTA) je zapsaný spolek (původně do dubna 2016 zájmové sdružení právnických osob), sdružující české a slovenské právnické osoby, které organizují integrované dopravní systémy veřejné osobní dopravy.
Asociace vznikla na základě dohody z 20. listopadu 2003, ustavující schůzi měla 26. dubna 2004 a je zaregistrovaná od 15. září 2004 u Krajského úřadu Moravskoslezského kraje, má sídlo v Ostravě a další pracoviště v Praze a v Brně. Zakládajícími členy asociace bylo pět organizací řídících jednotlivé integrované dopravní systémy v aglomeracích velkých měst.

## Činnost a cíle
Asociace má za cíl výměnu informací a zkušeností mezi jednotlivými členy, sjednocování stanovisek a vytváření společného postupu při jednání s orgány státní správy a připomínkování legislativy, podporu veřejné dopravy a integrace dopravních systémů. Jedním z výrazných cílů je požadování a připomínkování Zákona o veřejné dopravě.
Spolupracuje s dalšími dopravními sdruženími, zejména se Sdružením dopravních podniků ČR.
Asociace má pět pracovních skupin podle tematických okruhů, jimiž se zabývá:
- Organizace dopravy a jízdní řády
- Tarify a odbavovací systémy
- Ekonomika a financování dopravy
- Legislativa a smluvní vztahy
- Marketing a informační systémy

## Členové
Různí organizátoři IDS mají formu společnosti s ručením omezením, příspěvkové organizace, akciové společnosti i jiné, například  organizátorem Středočeské integrované dopravy je krajský úřad, ten však není členem asociace.
Řádní členové:
- ROPID Regionální organizátor Pražské integrované dopravy, příspěvková organizace hl. m. Prahy, zakládající člen. Prahou uvažovaná transformace ve společnost s podílem Středočeského kraje a obcí se neuskutečnila, Středočeský kraj naopak v roce 2011 vypověděl smlouvy s ROPIDem a oznámil záměr neobjednávat dopravu v rámci PID
- IDSK, Integrovaná doprava Středočeského kraje, příspěvková organizace (přijata 26. dubna 2017[1])
- JIKORD s.r.o., jihočeský koordinátor dopravy
- POVED, s.r.o. (Plzeňský organizátor veřejné dopravy, organizátor Integrované dopravy Plzeňska) přijata 28. května 2010
- KIDS KK p.o. (koordinátor IDS Karlovarského kraje), přijata 26. listopadu 2004
- KORID LK, spol. s r.o. (Koordinátor veřejné dopravy Libereckého kraje), přijata 17. června 2005
- OREDO s.r.o. (původně organizátor veřejné dopravy Královéhradeckého kraje, později s polovičním podílem Pardubického kraje), zakládající člen (v roce 2017 již není v seznamu členů uveden)
- Koordinátor ODIS s.r.o. (organizátor IDS Moravskoslezského kraje), zakládající člen
- KORDIS JMK, spol. s.r.o. (organizátor IDS Jihomoravského kraje), zakládající člen
- KIDSOK, Koordinátor Integrovaného dopravního systému Olomouckého kraje, příspěvková organizace
- KOVED ZK, Koordinátor veřejné dopravy Zlínského kraje, s.r.o., (organizátor veřejné dopravy Zlínského kraje) přijata 19. října 2006
- BID, a.s. (Bratislavská integrovaná doprava), přijata 19. října 2006 jako ostatní člen, od 28. května 2010 řádný člen
- ORID, s.r.o. (organizátor regionální dopravy v Košickém samosprávném kraji), přijata 28. května 2010 (v roce 2017 již není v seznamu členů uvedena)

Bývalí členové: 
- Plzeňský holding a.s. (organizátor integrované dopravy Plzeňska), zakládající člen, k 31. prosinci 2007 vystoupil z důvodu ukončení činnosti
- IDS Ústeckého kraje, a.s. (koordinátor IDS Ústeckého kraje), přijata 26. listopadu 2004, 19. října 2006 vystoupila z asociace z důvodu ukončení své činnosti

Organizace, které nejsou přímo organizátory integrovaných dopravních systémů, mohou být přijaty se statusem „ostatní člen“. 
Zastoupení v asociaci tak z českých krajů nemá zejména Jihočeský kraj, kraj Vysočina a od roku 2006 Ústecký kraj (ten však má status ostatního člena), ze seznamu členů zmizela též organizace OREDO působící v Královéhradeckém a Pardubickém kraji.